# Burg Schreckenstein 2 – Küssen (nicht) verboten
Burg Schreckenstein 2 – Küssen (nicht) verboten ist die Fortsetzung des Films Burg Schreckenstein und der zweite Film, der auf den Büchern der gleichnamigen Kinderbuchreihe von Oliver Hassencamp basiert.

## Handlung
Die beiden Schulen Burg Schreckenstein und Schloss Rosenfels veranstalten einen Wettkampf, bei dem beide Seiten betrügen. Der Graf Schreckenstein fliegt gleichzeitig mit seinem Zeppelin, der allerdings abstürzt. Dabei wird er verletzt. Sein Neffe, Kuno von Schreckenstein, übernimmt die Leitung des Internats.
Der Zeppelin wurde auf Kredit finanziert, so dass Burg Schreckenstein nun verschuldet ist. Kuno will die Burg an chinesische Investoren verkaufen, die Burg Schreckenstein abreißen und in einen Vergnügungspark integrieren wollen.
Jean sucht einen Schatz, um Burg Schreckenstein zu retten. Gerhard 'Rex' Maier versucht, die Schüler in Schloss Rosenfels zu integrieren.
Drei seiner Schüler verstecken sich auf Schloss Rosenfels um eine Schatzkarte zu suchen, die auf den Schatz hinweist, da die Suche auf Burg Schreckenstein erfolglos war. Dabei werden sie von den Mädchen entdeckt. Die Mädchen helfen den Jungs, doch Dr. Horn entdeckt sie (außer Strehlau, der auf Schloss Rosenfels bleibt und tatsächlich einen findet). Nun lehnt es Dr. Horn ab, dass die Kinder von Burg Schreckenstein auf ihre Schule kommen.
Nach einem Streit mit Dr. Horn läuft Bea weg. Alle Mädchen von Schloss Rosenfels und Frau Dr. Horn suchen sie. Erst Rex schafft es, Bea zu überzeugen zurückzukommen.
Es wird klar, dass der entscheidende Hinweis als Anagramm verschlüsselt ist. Alle Schüler und Schülerinnen versuchen zusammen mit Rex und Jean, das Anagramm zu entschlüsseln und finden in der Gruft den Schatz, eine Gutenberg-Bibel. Als Kuno davon erfährt, verkauft er die Burg nicht an die Chinesen. Die Schulden können mit der Bibel beglichen werden. Dies feiern die Schreckensteiner zusammen mit den Rosenfelsern am Strand.

## Hintergrund
Burg Taufers (Südtirol) bildete die Kulisse für Burg Schreckenstein. Kinostart war am 7. Dezember 2017.

## Unterschiede zur Buchvorlage
Auch die Fortsetzung folgt dem Zeitgeist des Films, so dass nur einzelne Elemente (Geldknappheit des Grafen, Jungen im Schloss Rosenfels, Verschwinden von Bea) des literarischen Vorbildes einfließen, im Kern aber eine völlig neue Geschichte erzählt wird. Die Jungen benehmen sich noch weniger „ritterlich“ im Sinne der Buchvorlage, als im ersten Film. 

## Rezeption
„Ralf Huettner liefert mit ‚Burg Schreckenstein 2 – Küssen (nicht) verboten!‘ eine souveräne Jugendabenteuerfortsetzung und trifft den Tonfall der Reihe gut.“